# Грейт-Нек-Плаза (Нью-Йорк)
Грейт-Нек-Плаза (англ. Great Neck Plaza) — селище (англ. village) в США, в окрузі Нассау штату Нью-Йорк. Населення — 7482 особи (2020).

## Географія
Грейт-Нек-Плаза розташований за координатами 40°47′13″ пн. ш. 73°43′34″ зх. д. / 40.78694° пн. ш. 73.72611° зх. д. (40.786884, -73.726212).  За даними Бюро перепису населення США в 2010 році селище мало площу 0,81 км², уся площа — суходіл.

## Демографія
Згідно з переписом 2010 року, у селищі мешкало 6707 осіб у 3690 домогосподарствах у складі 1604 родин. Густота населення становила 8295 осіб/км².  Було 4052 помешкання (5012/км²).
Расовий склад населення:
| - 82,2 % — білих - 11,6 % — азіатів - 1,5 % — чорних або афроамериканців - 0,1 % — вихідців з тихоокеанських островів - 2,7 % — осіб інших рас |

До двох чи більше рас належало 1,8 %. Частка іспаномовних становила 7,8 % від усіх жителів.
За віковим діапазоном населення розподілялося таким чином: 13,6 % — особи молодші 18 років, 55,8 % — особи у віці 18—64 років, 30,6 % — особи у віці 65 років та старші. Медіана віку мешканця становила 48,7 року. На 100 осіб жіночої статі у селищі припадало 75,4 чоловіків;  на 100 жінок у віці від 18 років та старших — 72,8 чоловіків також старших 18 років.
Середній дохід на одне домашнє господарство  становив 94 444 долари США (медіана — 67 138), а середній дохід на одну сім'ю — 130 215 доларів (медіана — 87 600). Медіана доходів становила 75 093 долари для чоловіків та 54 632 долари для жінок. За межею бідності перебувало 6,7 % осіб, у тому числі 5,1 % дітей у віці до 18 років та 9,7 % осіб у віці 65 років та старших.
Цивільне працевлаштоване населення становило 3302 особи. Основні галузі зайнятості: освіта, охорона здоров'я та соціальна допомога — 27,6 %, науковці, спеціалісти, менеджери — 18,2 %, фінанси, страхування та нерухомість — 16,2 %.